# Raja-Jooseppi (gränsstation)
Raja-Jooseppi ("Gräns-Josef") är en finländsk gränsstation och ett gränsövergångsställe i Enare kommun, som är den nordligaste gränsstationen mellan Finland  och Ryssland. Den sköts av Gränsbevakningsväsendet. Det ryska gränsövergångsstället på andra sidan gränsen heter Лотта (Lotta).
Det finns åtta så kallade "internationella gränsövergångar" för vägtrafik mellan länderna. Raja-Jooseppi har sitt namn efter gården och byggnadsminnet Raja-Jooseppi som ligger i Urho Kekkonens nationalpark vid Luttojoki (på ryska: Lotta), en kilometer söder om själva gränsövergångsstället.
Stationen ligger vid Stamväg 91, 50 kilometer från Ivalo, 21 kilometer från den ryska byn Svetly (Светлый) och 231 kilometer från Murmansk på Kolahalvön.
Raja-Jooseppi gränsstation har hand om gränsbevakningen på en 56,5 kilometer lång landsträcka och en 0,5 kilometer lång vattensträcka i Luttojoki. 
Stationen togs i bruk hösten 1945 och vägtrafik påbörjades på 1960-talet. Raja-Jooseppi fick status som en "tillfällig gränsövergång" i januari 1967 och status som "internationell gränsövergång" i september 1989. År 2019 skedde 80 000 passager över gränsen.

## Upprustning av stationen
Europeiska Unionen finansierar tillsammans med de finländska, svenska och norska regeringarna det internationella "Kola-arktiska gränssamarbetsprojektet" i syfte att främja regionens utveckling. En överenskommelse med EU signerades i mars 2019 
Som en del av projektet byggdes en ny tvåvåningsbyggnad med övertäckta filer för fordonskontroller på vardera sidan. I upprustningen ingick ett nytt system för inspektioner inklusive röntgenapparater och åtgärder för att öka kapaciteten. Projektet blev klart i juni 2023.